# Dipsacaster nesiotes
Dipsacaster nesiotes är en sjöstjärneart som beskrevs av Fisher 1905. Dipsacaster nesiotes ingår i släktet Dipsacaster och familjen kamsjöstjärnor. Inga underarter finns listade i Catalogue of Life.